# Kąt żylny

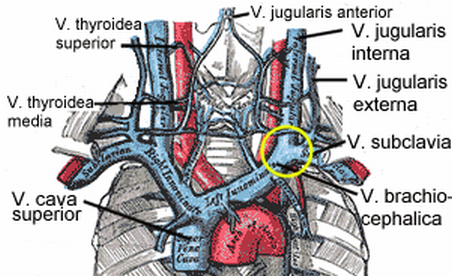
Lewy kąt żylny oznaczony żółtym okręgiem.

Kąt żylny (łac. angulus venosus) – w anatomii człowieka miejsce połączenia żyły podobojczykowej i żyły szyjnej wewnętrznej, które tworzą razem żyłę ramienno-głowową.
Kąty żylne znajdują się ku tyłowi od stawów mostkowo-obojczykowych. Są miejscami połączenia układu krwionośnego i układu limfatycznego. Do prawego kąta żylnego uchodzi przewód chłonny prawy, natomiast do lewego – przewód piersiowy.